# المتطوع العسكري

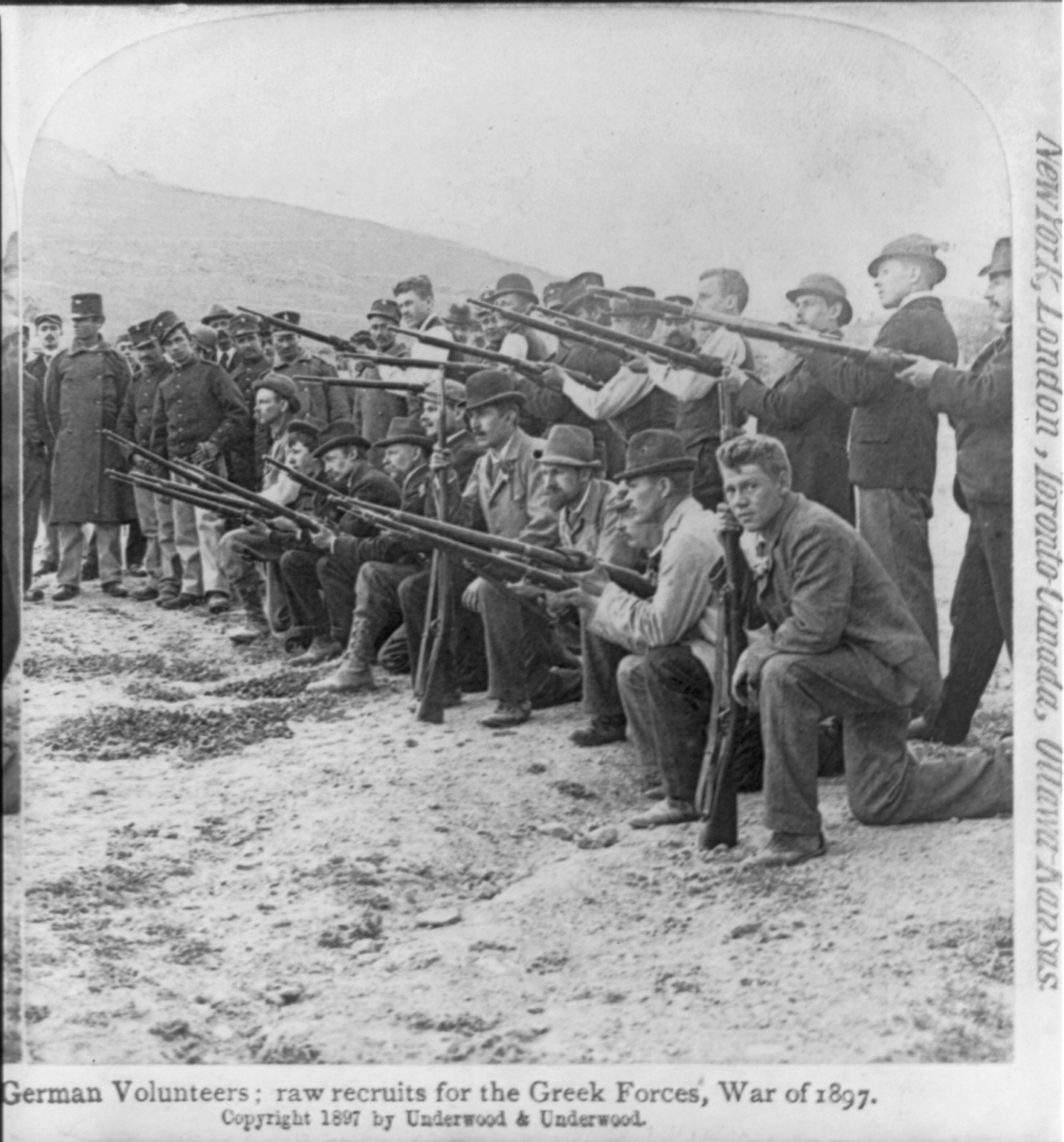

المتطوع العسكري هو الشخص الذي يتطوع في الخدمة العسكرية بإرادته الخاصة، فهو ليس تجنيد إجباريا أو مرتزقا أو متطوعا أجنبيا. يجند المتطوعون أحيانا للقتال في القوات المسلحة لبلد أجنبي على سبيل المثال الحرب الأهلية الإسبانية. المتطوعون العسكريون ضروريون لعمل جيوش المتطوعين، فالعديد من الجيوش، بما في ذلك الجيش الأمريكي، كانت تميز سابقا بين «المتطوعين المهمين» المجندين أثناء الحرب و«النظاميين» الذين خدموا على أساس طويل الأمد.  

## الولايات المتحدة الأمريكية

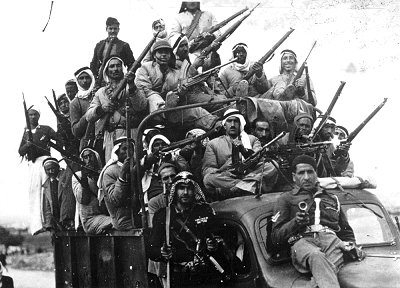
مجموعة من المتطوعين العرب في حرب فلسطين 1947

في الولايات المتحدة، كانت توصف القوات التي نشأت كميليشيا تابعة للدولة على أنها «متطوعون»، حتى عندما يتم تجنيدهم عن طريق التجنيد الإجباري. يشار إلى كل من المتطوعين والنظاميين الأمريكيين باسم القوات الأمريكية. كانت رتبة الضابط في وحدة المتطوعين منفصلة عن رتبته (إن وجدت) بصفة منتظمة، وعادة ما تكون أعلى. عندما تسرح القوات المتطوعة في نهاية الحرب، يعود الضباط من كلا النوعين من اللجان إلى رتبهم النظامية. على سبيل المثال، أصبح جورج أرمسترونغ كاسترعميدا للمتطوعين خلال الحرب الأهلية الأمريكية، ولكن عندما انتهت الحرب، عاد إلى نقيب (تمت ترقيته لاحقا إلى رتبة مقدم). رتبة المتطوع ليست هي نفسها رتبة شرفية.